# Bisbat de Blois

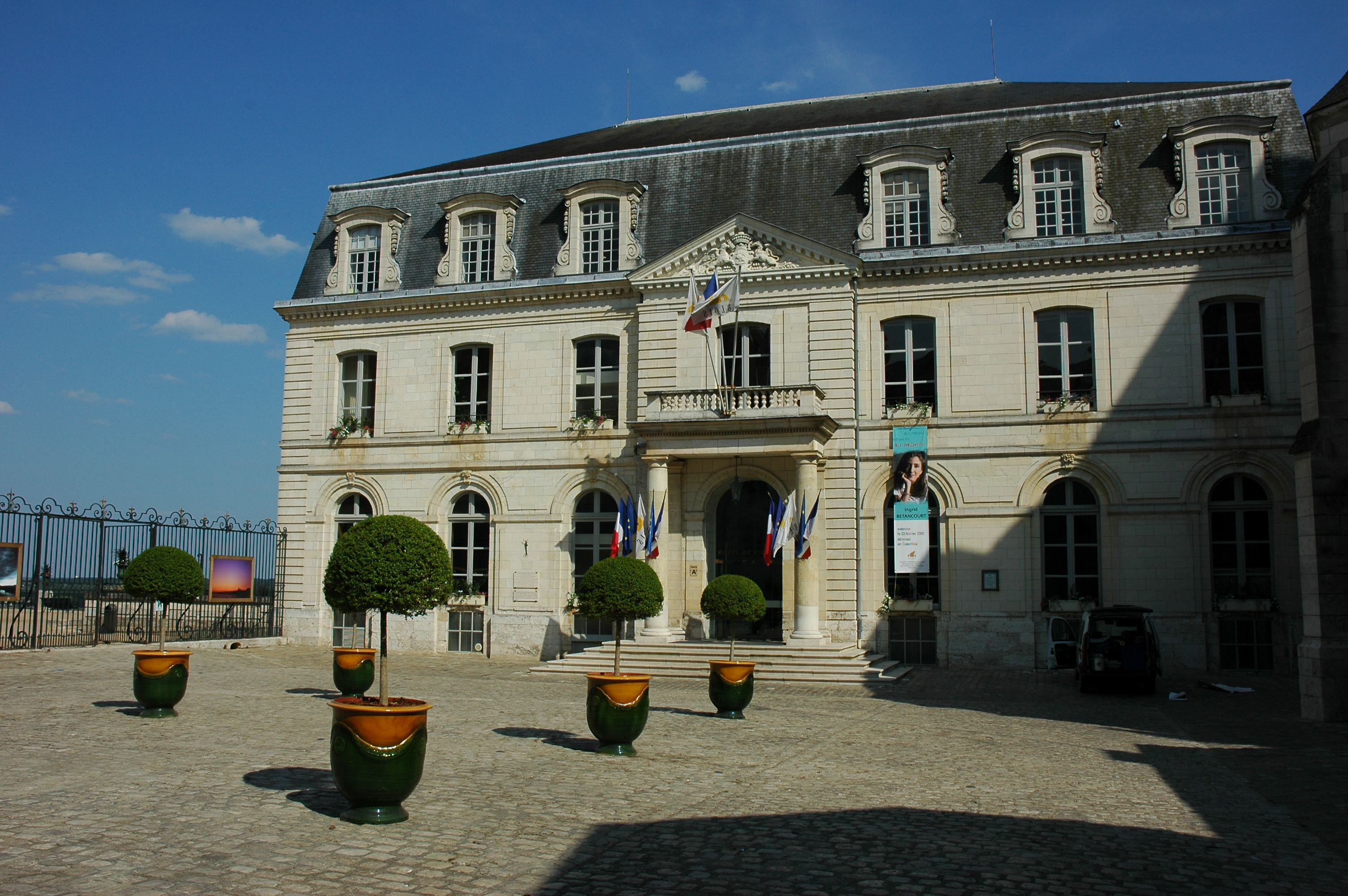
L'ex palau episcopal de Blois, avui Hôtel de ville.

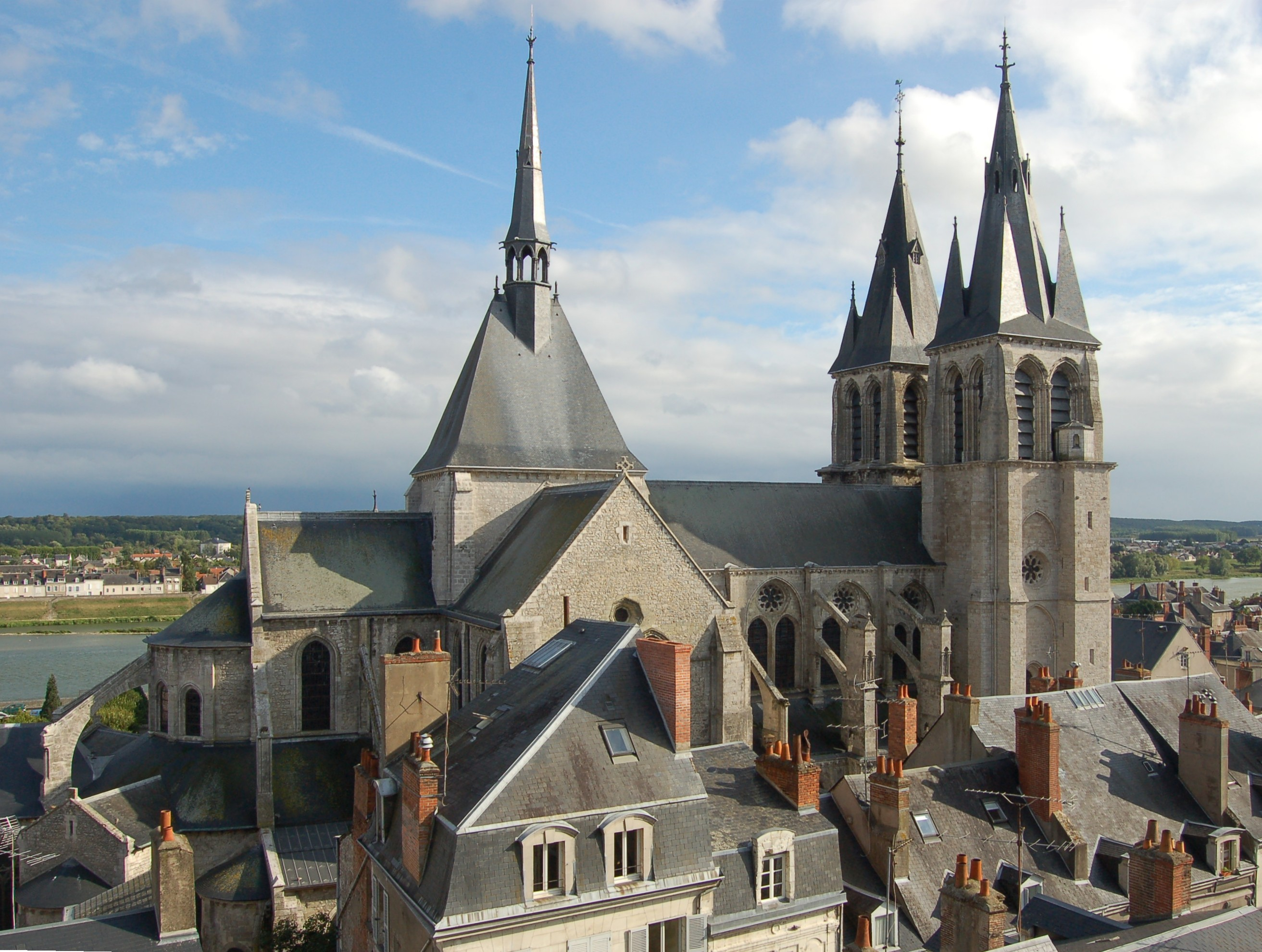
L'església de sant Nicolau de Blois, que va ser seu d'una abadia del.

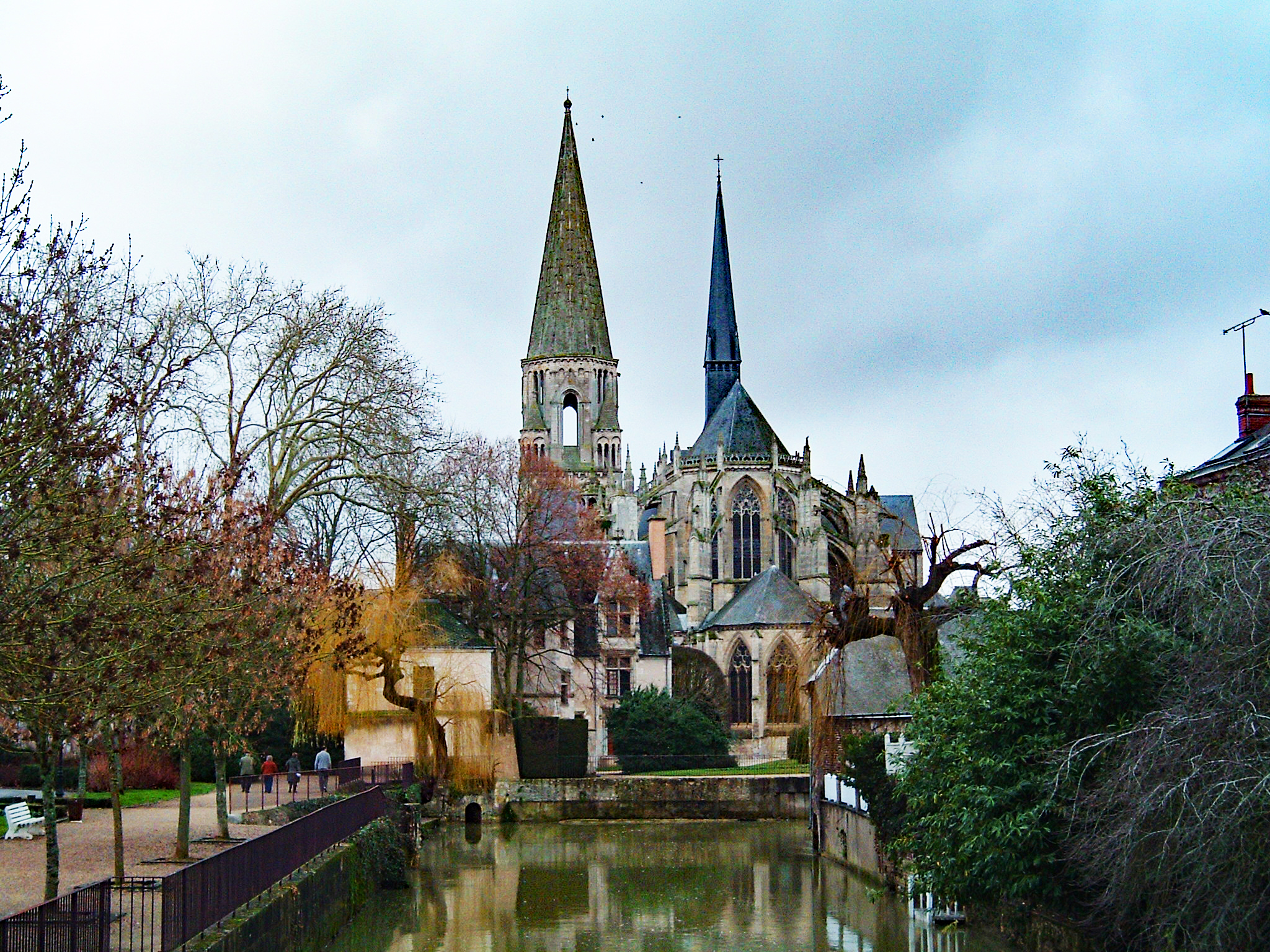
L'església de l'abadia Sainte-Trinité a Vendôme, fundada el 1033.

El bisbat de Blois (francès: Diocèse de Blois, llatí: Dioecesis Blesensis) és una seu de l'Església Catòlica a França, sufragània de l'arquebisbat de Tours. Al 2012 tenia 185.097 batejats sobre una població de 338.503 habitants. Actualment està regida pel bisbe cardenal Jean-Pierre Batut.

## Territori
La diòcesi comprèn el departament francès del Loir-et-Cher.
La seu episcopal és la ciutat de Blois, on es troba la catedral de Sant Lluís.
El territori s'estén sobre 6.422 km², i està dividit en 293 parròquies, agrupades en 5 vicariats.

## Història
El pla d'erigir una diòcesi a Blois es remunta a la segona meitat del segle xvi, a causa de la immensitat de la diòcesi de Chartres, que comprenia més de 900 parròquies i uns 400.000 habitants. El 1573 i el 1576 els ciutadans s'havien dirigit al rei Carles IX i després als Estats Generals la petició de tenir la seva pròpia diòcesi, peticions que, no obstant això, no van ser acceptades.
El projecte va trobar l'èxit cap a finals del segle xvii. La diòcesi va ser erigida el 25 de juny de 1697 mitjançant la butlla In sacra beati del Papa Innocenci XII, obtenint el seu territori de la diòcesi de Chartres. Originalment era un sufragània de l'arxidiòcesi de París.
El primer bisbe va ser David-Nicolas Bertier, que era vicari general de Chartres. Va ser erigida en catedral l'església de Sant Solemno, dedicada en aquesta ocasió a sant Lluís, edifici la construcció del qual es remunta al segle xii, però reconstruïda diverses vegades, en els últims anys abans de l'erecció de la diòcesi.
La diòcesi inclou 192 parròquies, dividides en 3 ardiaconats (Blois, Vendôme i Châteaudun) i 16 deganats. En esclatar la Revolució, la diòcesi també inclou: 3 abadies benedictines (Sant-Laumer a Blois, Sainte-Trinité a Vendome i Notre Dame a Pontlevoy), l'abadia agustina de Notre Dame a Blois, la premostratenca Sainte-Trinité o Saint-Sauveur a Authon i la cistercenca de Sainte-Marie-de-l'Aumône a La Colombe.
Després del concordat amb la butlla Qui Christi Domini del Papa Pius VII del 29 de novembre de 1801 la diòcesi va ser suprimida i el seu territori incorporat en el de la diòcesi d'Orléans. El bisbe Alexandre de Lauzieres de Teminas va ser un dels més ferms opositors del concordat, no renuncià, com ordenà el Papa, i es va veure obligat a marxar a l'exili, no pot mai tornar a França (va morir a Brussel·les el 1829).
Al juny de 1817 es va signar un nou concordat entre la Santa Seu i el govern francès, seguit el 27 de juliol per la butlla Commissa divinitus, amb el qual el Papa va restaurar la seu de Blois. També es va nomenar un nou bisbe, Jean-François Martin de Boisville. No obstant això, atès que el Parlament de París no va ratificar el concordat, l'erecció de la diòcesi i el nomenament del bisbe no van tenir efecte.
El 6 d'octubre de 1822 la diòcesi va ser finalment restaurada en virtut de la butlla Paternae charitatisdel Papa Pius VII, amb territori desmembrat de la diòcesi d'Orleans. Comparada amb l'antiga diòcesi de l'Antic règim, la nova incloïa parròquies que pertanyien a les diòcesis d'Orléans i de Le Mans, i de les arxidiòcesi de Tours i Bourges.
El bisbe electe Boisville va ser transferit a la seu de Dijon, mentre que Philippe-François Sausin, vicari general de Valença va ser nomenat el nou bisbe. Va establir el seminari diocesà i va treballar per recuperar el cisma de la Petite Église, causaT per la dissidència del bisbe Lauzières de Thémines.
El 9 d'octubre de 1966, la diòcesi es va convertir en sufragània de l'arxidiòcesi de Bourges. El 8 de desembre de 2002 va passar a formar part de la província eclesiàstica de l'arxidiòcesi de Tours.

## Cronologia episcopal
- David-Nicolas Bertier † (1 de juliol de 1697 - 20 d'agost de 1719 mort)
- Jean Paul François Le Févre de Caumartin † (4 de març de 1720 - 30 d'agost de 1733 mort)
- François de Crussol d'Uzès † (17 de novembre de 1734 - 26 de setembre de 1753 nomenat arquebisbe de Tolosa)
- Charles-Gilbert de May de Termont † (10 de desembre de 1753 - 22 de juliol de 1776 mort)
- Alexandre-François-Amédée-Adonis-Louis-Joseph de Lauzières de Thémines † (16 de setembre de 1776 - 29 de novembre de 1801 deposat)
  - Seu suprimida (1801-1822)
  - Jean-François Martin de Boisville † (1 d'octubre de 1817 - 19 d'abril de 1822 nomenat bisbe de Dijon) (bisbe electe)
- Philippe-François Sausin † (16 de maig de 1823 - 5 de març de 1844 mort)
- Marie-Auguste Fabre-des-Essarts † (17 de juny de 1844 - 20 d'octubre de 1850 mort)
- Louis-Théophile Palluc du Parc † (17 de febrer de 1851 - 31 de març de 1877 jubilat)
- Charles-Honoré Laborde † (25 de juny de 1877 - 18 de maig de 1907 mort)
- Alfred-Jules Mélisson † (10 d'octubre de 1907 - 9 de febrer de 1925 jubilat)
- Georges-Marie-Eugène Audollent † (15 de maig de 1925 - 9 de novembre de 1944 mort)
- Louis-Sylvain Robin † (3 de novembre de 1945 - 28 de novembre de 1961 renuncià)
- Joseph-Marie-Goerges-Michel Goupy † (28 de novembre de 1961 - 25 de juliol de 1990 jubilat)
- Jean Cuminal † (25 de juliol de 1990 - 18 d'abril de 1996 mort)
- Maurice Le Bègue de Germiny (27 de març de 1997 - 22 de novembre de 2014 jubilat)
- Jean-Pierre Batut, dal 22 de novembre de 2014

## Estadístiques
A finals del 2012, la diòcesi tenia 185.097 batejats sobre una població de 338.503 persones, equivalent al 54,7% del total.
| any  | població | població | població | sacerdots | sacerdots       | sacerdots       | sacerdots             | diaques | religiosos | religiosos | parròquies |
| ---- | -------- | -------- | -------- | --------- | --------------- | --------------- | --------------------- | ------- | ---------- | ---------- | ---------- |
| any  | batejats | total    | %        | total     | clergat secular | clergat regular | batejats por sacerdot | diaques | homes      | dones      |            |
| 1950 | 169.693  | 242.419  | 70,0     | 241       | 229             | 12              | 704                   |         | 10         | 479        | 295        |
| 1959 | 227.832  | 239.824  | 95,0     | 227       | 213             | 14              | 1.003                 |         | 14         | 403        | 295        |
| 1970 | 254.501  | 267.896  | 95,0     | 195       | 175             | 20              | 1.305                 |         | 13         | 353        | 298        |
| 1980 | 270.000  | 287.779  | 93,8     | 162       | 133             | 29              | 1.666                 | 1       | 29         | 285        | 292        |
| 1990 | 277.000  | 306.000  | 90,5     | 121       | 104             | 17              | 2.289                 | 5       | 19         | 158        | 292        |
| 1999 | 245.000  | 306.150  | 80,0     | 109       | 99              | 10              | 2.247                 | 7       | 12         | 130        | 292        |
| 2000 | 250.000  | 314.311  | 79,5     | 114       | 106             | 8               | 2.192                 | 7       | 10         | 137        | 292        |
| 2001 | 250.000  | 314.311  | 79,5     | 109       | 100             | 9               | 2.293                 | 7       | 10         | 140        | 292        |
| 2002 | 250.000  | 314.311  | 79,5     | 104       | 90              | 14              | 2.403                 | 7       | 19         | 137        | 292        |
| 2003 | 250.000  | 314.311  | 79,5     | 105       | 85              | 20              | 2.380                 | 7       | 23         | 112        | 292        |
| 2004 | 258.680  | 317.810  | 81,4     | 94        | 83              | 11              | 2.751                 | ?       | 19         | 104        | 292        |
| 2006 | 258.073  | 317.810  | 81,2     | 99        | 89              | 10              | 2.606                 | 10      | 14         | 97         | 292        |
| 2012 | 185.097  | 338.503  | 54,7     | 95        | 64              | 31              | 1.948                 | 8       | 34         | 81         | 293        |